# No.3 (SCOOBIE DOの曲)
No.3（ナンバースリー）は、Scoobie Doのシングルである。
2000年、DECKREC Recordsレーベルからリリースされたインディーズ2枚目のマキシシングル。セルフプロデュースとなり、後に、アナログ盤もリリースしている。全曲アルバム未収録。

## 収録曲
1. No.3
作詞・曲/松木泰二郎
2. くもり空のベイビー
作詞・曲/松木泰二郎
3. 太陽はまぼろし
作詞・曲/松木泰二郎
4. Little Sweet Lover
作詞/松木泰二郎、小山周　作曲/松木泰二郎
全編曲/Scoobie Do

### アナログ盤
(2001.01.26 - DCRC-0025)　※廃盤

## メンバー
- 松木泰二郎 : ギター
- 小山周 : ボーカル
- 岡本拓也 : ドラム
- 中野智宏 : ベース

## スタッフ
- ドクターカズ、デュウマキノ : エンジニア
- ミツフジヒカリ : マスタリングエンジニア